# Любовлянский договор

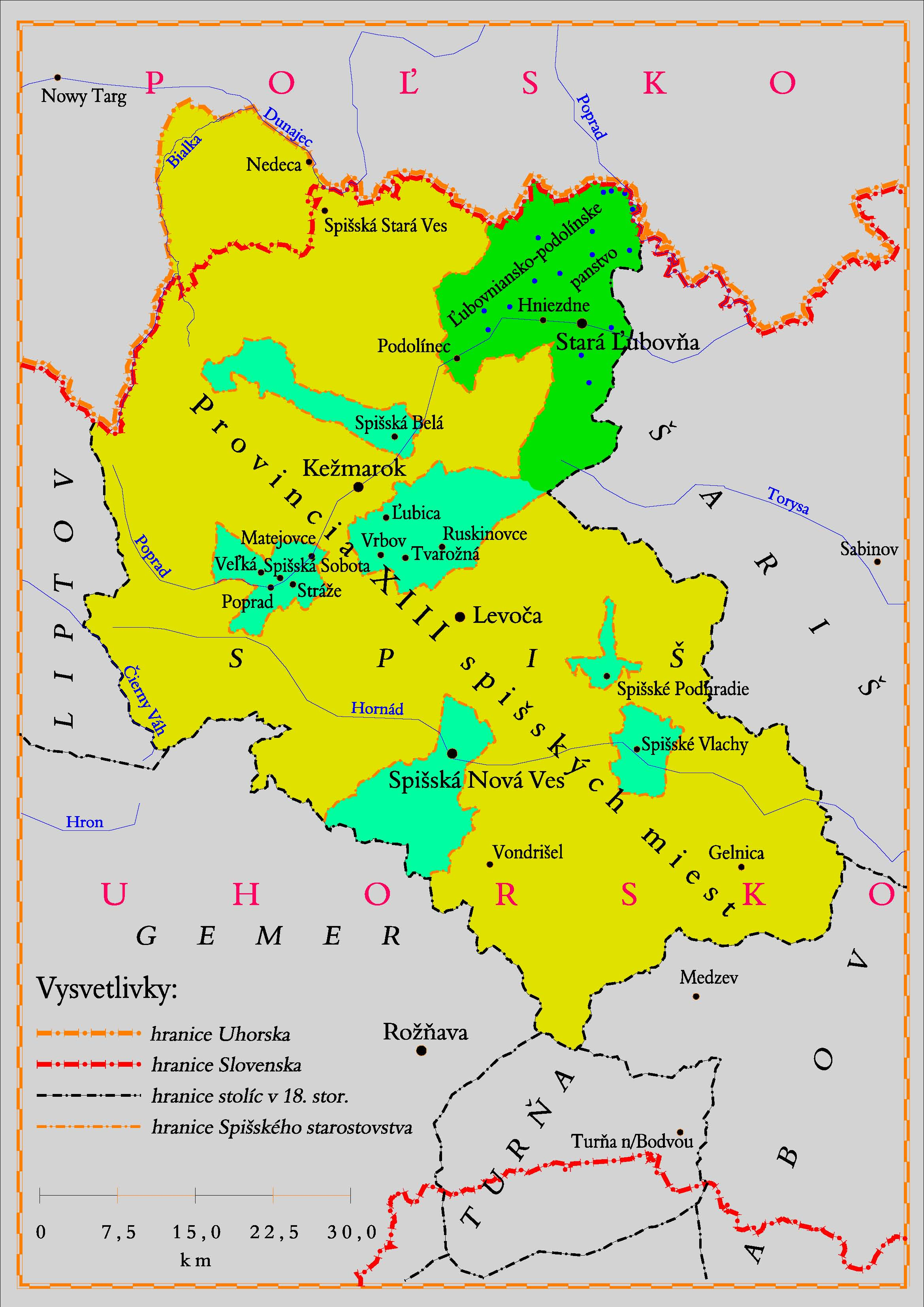
Регион Спиш). Голубые и зеленые области показывают заложенные территории, красная линия показывает текущие границы, жёлтая — бывшая граница между тогдашней Венгрией и Польшей, черные границы — между графствами.

Любовлянский договор — договор 1412 года между королём Польши Ягайлой и королём Венгрии Сигизмундом. Они вели переговоры в городе Любло (сегодня Стара Любовня, Словакия), это было подтверждено позже в том же году в Буде.

## Договор
Договор заключили два самых известных польских рыцаря позднего средневековья — Сцибор из Сцибожице и Завиша Чарный. Венгерское государство испытывало большие финансовые проблемы из-за постоянных войн с Османской империей, а также давления со стороны Габсбургов. Положения договора включали подтверждение Первого Торуньского мира между Польшей и тевтонскими рыцарями. В то же время Венгрия тайно предложила поддержать польские права на принадлежавшую Тевтонским орденом провинцию Померелию. Наконец, в обмен на ссуду в 2 220 000 пражских грошей, то есть примерно семь тонн чистого серебра, венгерская корона заложила 16 богатых соледобывающих городов в районе Спиша, а также право включить их в состав Польши, пока долг не будет погашен.
После встречи в Стара-Любовне польская делегация с королем Владиславом Ягеллоном направилась в Кошице, где их встретил венгерский король. Затем они отправились в Токай, Дебрецен и, наконец, к могиле Ласло I Святого в Надьвараде. Оттуда они направились в Буду, где договор был официально подписан в присутствии короля Боснии Твртко II, четырнадцати герцогов и принцев, трех архиепископов, одиннадцати епископов и послов семнадцати государств, включая Золотую Орду и Османскую империю, а также около 40 тыс. дворян и рыцарей. В ознаменование этого события был организован турнир, в котором приняли участие как польские, так и венгерские рыцари. Среди них были Завиша Чёрный, его брат Фирлей, Сцибор Енджны из Остоя, Добко из Олесницы и Повала из Тачева.

## Последствия
Договор так и не был нарушен, но долг не был погашен, и территория Спиша оставалась частью Польши до её разделов в конце XVIII в., когда в 1769 году австрийские войска под предлогом защиты городов от восстания Барской конфедерации.